# Цуккаро, Федерико
Федерико Цуккаро, Цуккари, Дзуккари, Дзуккаро (итал. Federico Zuccari; 1542, Сант-Анджело-ин-Вадо, Марке — 20 июля 1609, Анкона, Марке) — итальянский художник эпохи маньеризма: живописец, рисовальщик и теоретик искусства. Младший брат, ученик и помощник художника Таддео Цуккаро.

## Жизнь и творчество
Федерико родился в Сант-Анджело-ин-Вадо в герцогстве Урбино (регион Марке) в семье художника Оттавиано де Цукареллиса (Ottaviano de Zucharellis), фамилия которого в 1569 году была изменена на Цуккаро, и Антонии Нери. Он был третьим из восьми детей в семье: Таддео, Бартоломеа, Федерико, Якопо, Лучио, Маурицио, Алоизио, Марко Антонио.
В 1550 году отец будущего художника отвёз его к брату в Рим, чтобы он начал изучать юриспруденцию. Однако старший брат Таддео заметил талант Федерико к рисованию. Федерико стал учеником и помощником старшего брата при выполнении заказов для Ватикана, в частности росписей лоджии Бельведера, росписей Виллы Фарнезе в Капрароле и в капелле Массимо церкви Сантиссима-Тринита-дей-Монти. Вместе с братом работал над заказами для фамилий Орсини, Фарнезе, в том числе для папы Павла III из семьи Фарнезе.
Между 1563 и 1565 годами художник работал в Венеции. Во время своего венецианского периода путешествовал вместе с архитектором Андреа Палладио во Фриули. 14 октября 1565 года был принят в Академию рисунка во Флоренции.
Он присоединился к «Обществу Святого Иосифа Святой Земли в Ротонде» (так называли римский Пантеон): «Compagnia di San Giuseppe di Terrasanta alla Rotonda», позднее переименованного в «Папскую выдающуюся академию изящных искусств и словесности виртуозов при Пантеоне», с которой его брат Таддео уже был связан с 17 ноября 1560 года. 29 декабря 1573 года Федерико стал первым пожизненным регентом академии, и в будущем эту должность занимал только Антонио Канова.
В 1561—1565 годах художник жил и работал в области Венето и во Флоренции. Федерико был приглашён великим герцогом Тосканским Козимо I Медичи во Флоренцию с тем, чтобы закончить начатую Джорджо Вазари роспись купола собора Санта-Мария-дель-Фьоре на тему «Страшного суда». Был во Франции, работал в Нидерландах, в Амстердаме и Антверпене. Во Флоренции Федерико Цуккаро жил в бывшем доме Андреа дель Сарто, рядом с которым он построил причудливое Палаццо Цуккаро по собственному проекту, где он расписал люнеты сценами из повседневной жизни, изображая себя и свою семью.
Он посетил Брюссель, где сделал серию рисунков для шпалерной мануфактуры. В 1574 году, опасаясь за свою жизнь из-за угрозы мести, Ф. Цуккаро бежал из Италии в Лондон. Последующие шесть лет художник жил в Англии, служил портретистом при королевском дворе. Наиболее известные его работы этого периода — портреты королев Елизаветы I, Марии Стюарт, сэра Николаса Бэкона, сэра Фрэнсиса Уолсингема и других.
В 1580 году Цуккаро переехал в Венецию, где написал для Дворца дожей композицию «Унижение Барбароссы». В то же время папа Григорий XIII настаивал на его возвращении в Рим, где художнику предстояло продолжить украшение Капеллы Паолина в Ватикане, начатое Микеланджело, и переделать фрески в Зале Кьяроскури Апостольского дворца.
В 1585 году он принял предложение от испанского короля Филиппа II и приехал в Мадрид. Там Цуккаро участвовал в украшении Эскориала (писал алтарные картины и фрески). Работы продолжались с января 1586 года до конца 1588 года, когда он вернулся в Рим, оставив работу Пеллегрино Тибальди.
Вернувшись в Рим, Федерико Цуккаро основал в 1593 году с одобрения папы Сикста V Академию Святого Луки, в 1598 году был избран её первым «принцепсом» (президентом).
Федерико Цуккаро женился в Урбино на Франческе Дженга, дочери Рафаэля, художника из знаменитой династии, которая породила проектировщика Герцогского дворца в Урбино Джироламо Дженга. От этого брака родилось семеро детей: Оттавиано (живописец, писатель, доктор права и мэр Болоньи в 1625 г.), Изабелла, Алессандро Таддео, Горацио, Чинциа, Лаура, Иероним. Федерико Цуккаро построил два собственных дома: один во Флоренции, другой в Риме. Палаццо Цуккари в Риме (1593) особенно интересен оформлением фасада, за необычность архитектуры здание назвали «Домом монстров» (Сasa dei mostri).
В 1588 году Федерико получил дворянский титул и высокую ежегодную пенсию от короля Испании Филиппа II, придворным художником которого он был с 1585 по 1588 год. По возвращении художника в Италию в 1591 году Сенат Рима предоставил ему гражданство и расширяемый патрициат с привилегиями родственникам и потомкам.
В 1605—1607 годах художник работал в Турине для Карла Эмануила I, правителя Савойи. Незадолго до смерти он получил звание кавалера.
Федерико тяжело заболел в Анконе, он успел продиктовать свои последние пожелания в присутствии нотариуса. Он умер 20 июля 1609 года и был торжественно похоронен монахами-августинцами в их монастыре в Анконе в семейной гробнице его друга-торговца из Анконы Марко Йовитты.
Среди его первых учеников был Бартоломео Кардуччи.

## Вклад в теорию искусства
Как и его старший современник Джорджо Вазари, Цуккаро посвятил много сил и времени художественной критике и историографии. Он был одним из самых образованных людей своего времени. Хорошо знал античную философию, был искушён в церковной схоластике. Читал труды Аристотеля на латыни и греческом. Свой девиз: «Живопись подобна словесности» (лат. Pictura quasi scriptura он заимствовал у Алкуина, подчёркивая одновременно ценность творческой фантазии, свободы самовыражения художника и его право на субъективное видение мира. Это противоречило принципам академизма, которые исповедовал Цуккаро в ранние годы. Согласно Ф. Цуккаро, художественное вдохновение и фантазия являются божественным дарами, позволяющими мастеру творить. Процесс же такого творчества сходен с созиданием самой природы. И поскольку художник способен создавать иногда удивительные, восхитительные произведения, он этим вступает в конфликт с природными силами.
В 1604 году в Павии была издана книга Цуккаро «Происхождение и развитие Академии рисунка, живописи, скульптуры и архитектуры в Риме» (Origine et Progresso dell’Academia del Dissegno, De Pittori, Scultori e Architetti di Roma). В 1605 году он опубликовал в Мантуе «Письмо государям и сеньорам-любителям рисунка, живописи, скульптуры и архитектуры, написанное Кавалером Федерико Цуккаро, в безрассудной академии с плачем о живописи» (Lettera a Principi et Signori Amatori del Dissegno, Pittura, Scultura et Architettura, scritta dal Cavaglier Federico Zuccaro, nell’Accademia Insensata con un lamento della Pittura, opera dell’istesso).
В 1607 году в Турине Цуккаро опубликовал свой главный труд: двухтомный трактат «Идея живописцев, скульпторов и архитекторов» (L’Idea de’pittori, scultori ed architetti), ставший теоретической основой преподавания искусств в римской Академии Святого Луки. Трактат был направлен против болонской школы братьев Карраччи и натурализма караваджистов. В своём трактате Цуккаро обосновывал понятие «внутренней формы», или «внутреннего рисунка», возникающего в воображении художника не под воздействием впечатлений от природы, а таинственным образом, из состояния души. В этом отличии мистического понимания природы творчества от определений рисунка как конструктивной основы изображения формы предмета в эпоху Возрождения, к примеру в записках Леонардо да Винчи, отражено различие мировоззрений двух эпох: Высокого Возрождения и маньеризма. Для обоснования своего маньеристского тезиса Цуккаро даже придумал фантастическую этимологию: «Рисунок — знак Бога в нас» (итал. Disegno — segno di Dio in noi).
Федерико Цуккаро был главным противником приёма Караваджо в Академию Святого Луки несмотря на рекомендации, данные Джентилески и Просперо Орси. Цуккаро был убеждён, что эффекты живописи Караваджо были лишь следствием его экстравагантного характера, а его «неприличные картины» своим успехом обязаны только «оттенком новизны», который ценили его богатые покровители. Будучи маньеристом, Цуккаро парадоксально исповедовал академизм, стремление вернуться к «простоте и ясности рафаэлевского стиля».
Федерико Цуккаро также описывал свои бесчисленные путешествия по Италии и другим странам Европы. Знаменит его проезд через Италию с остановками в Парме (1608), Пассата-пер-Болоньи и Ферраре (1609). О его мастерстве художника и критика писали: «Цуккаро твоё перо так учёно, как учёна твоя кисть в собственном хвастовстве; и напротив, они намекают друг на друга с замечательным искусством» (Zuccaro la tua penna è così dotta, quanto sia dotto il tuo pennel nel proprio vanto; anzi l’un l’altro accenna, Che, con mirabil’arte).

## Галерея

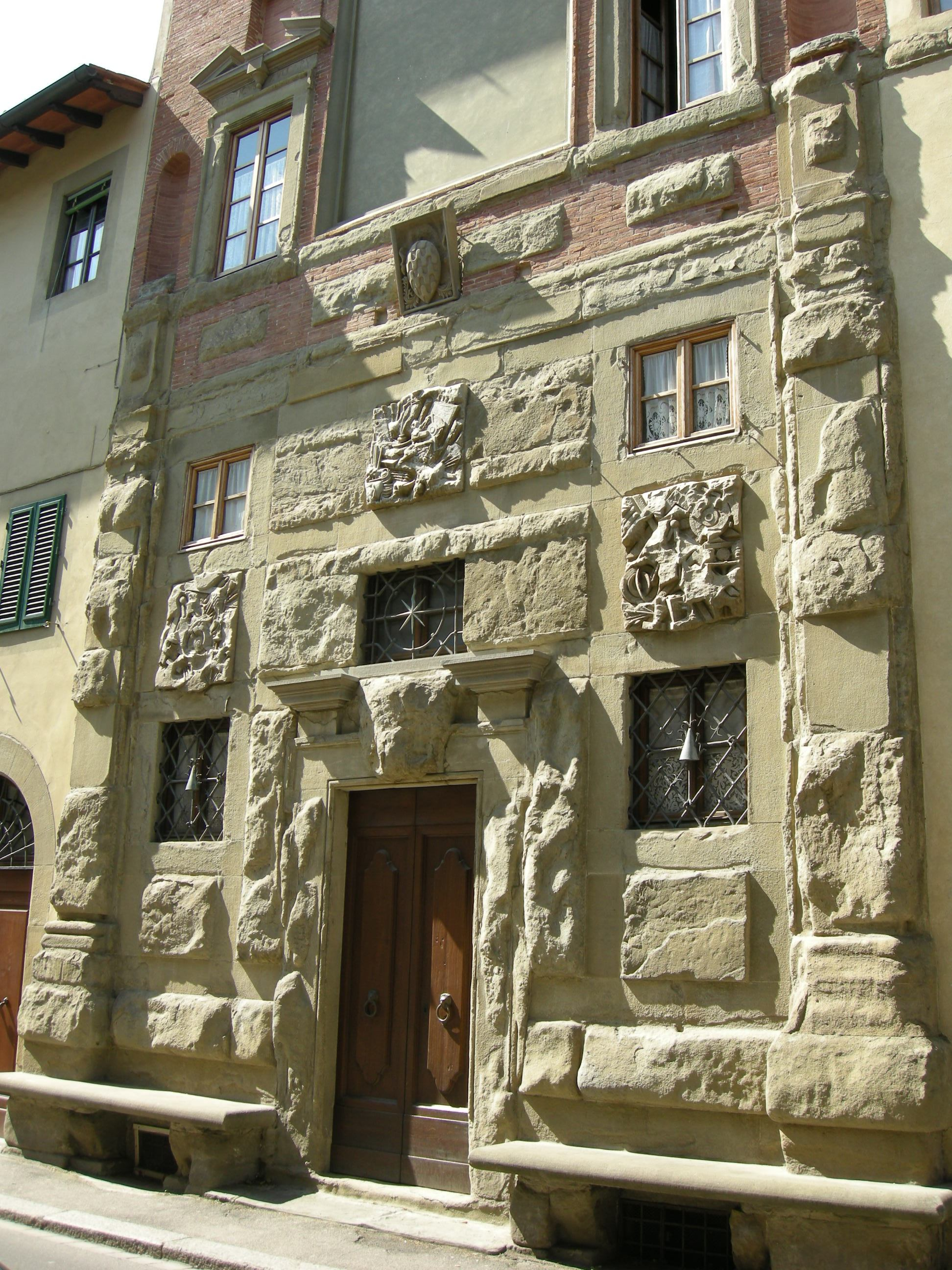
«Палацетто Цуккари». Флоренция
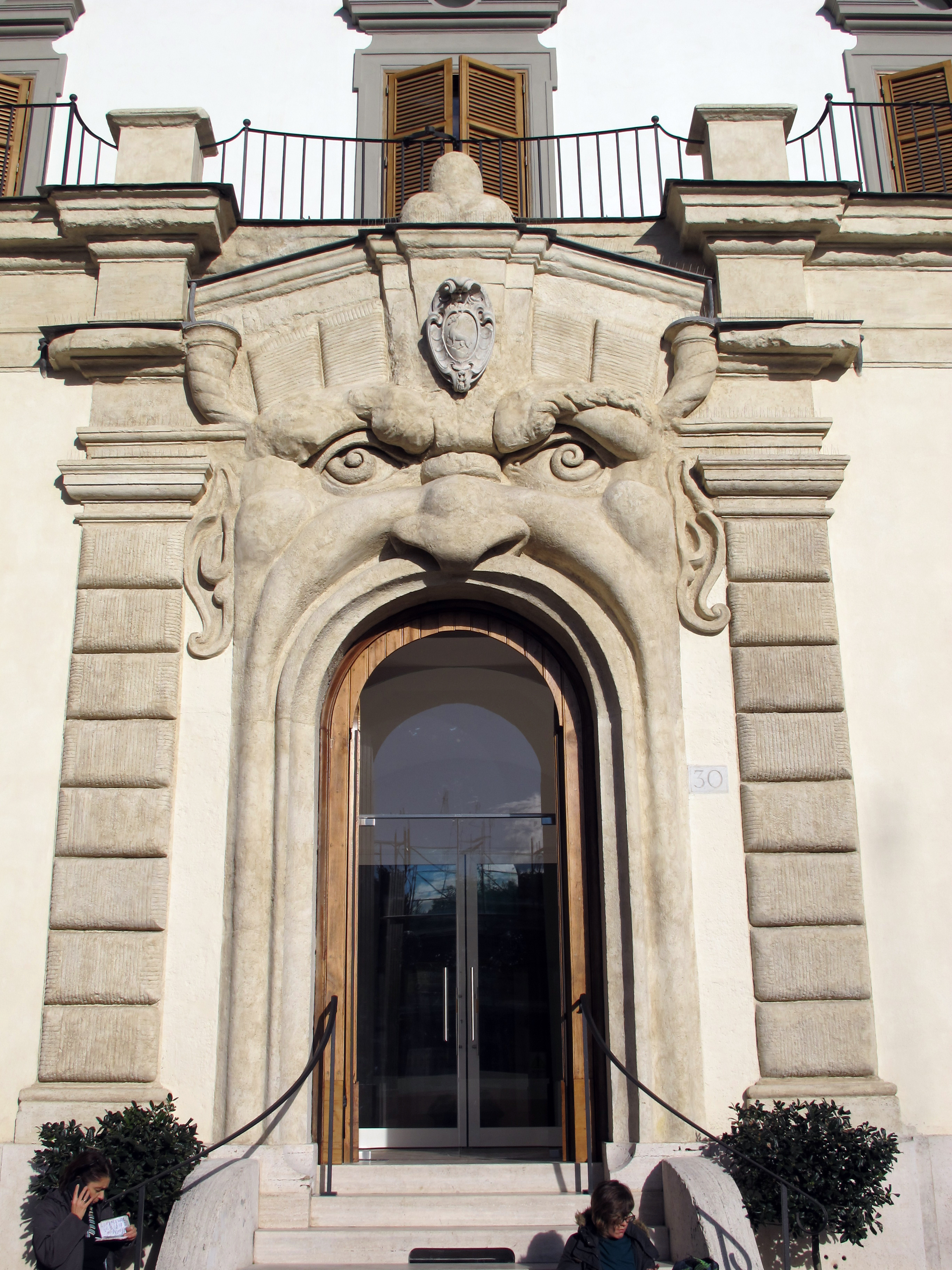
«Палацетто Цуккари» (Дом монстров). 1593. Рим
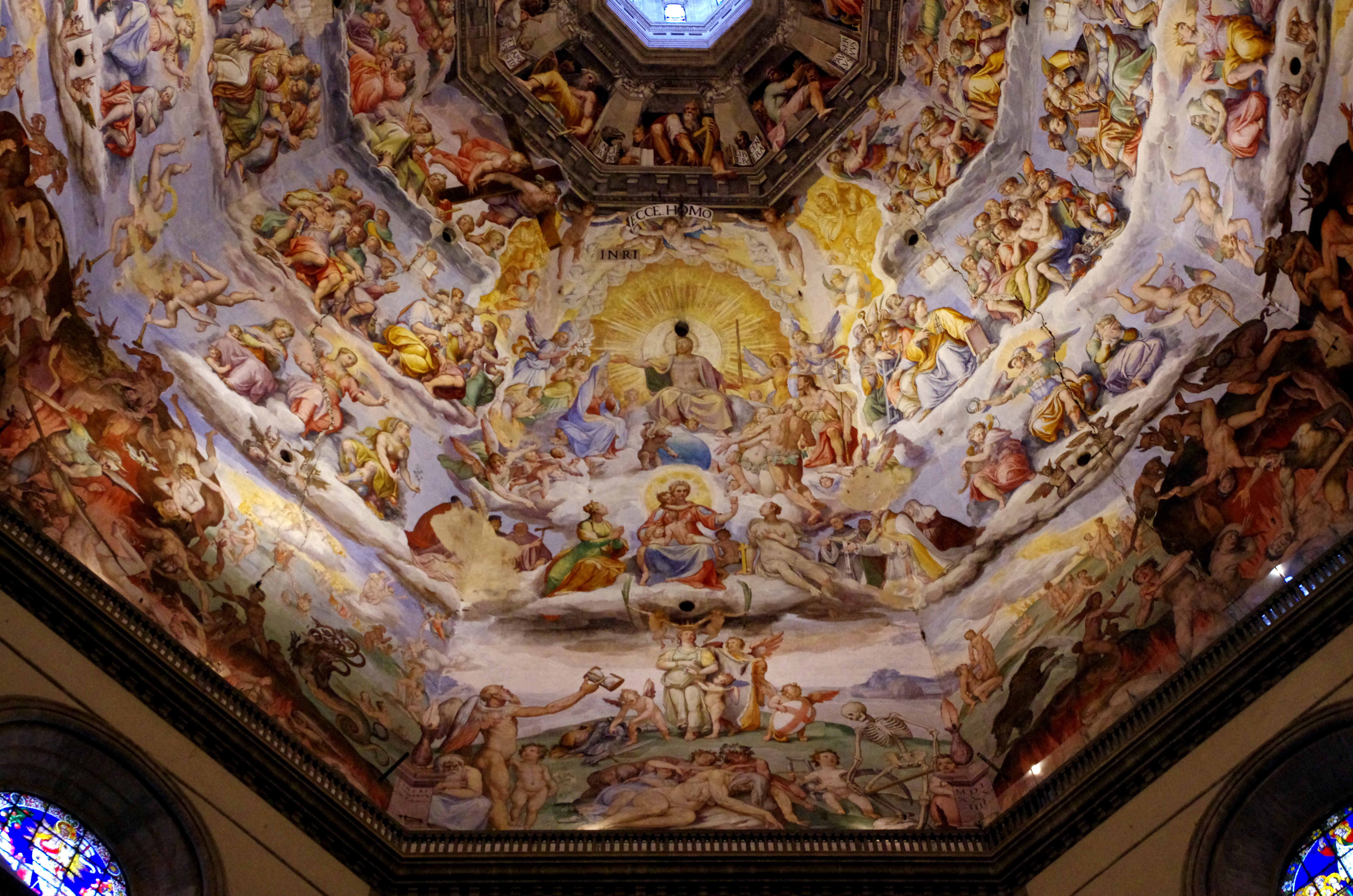
Дж. Вазари и Ф. Цуккаро. Страшный суд. Деталь росписи купола Флорентийского собора Санта-Мария-дель-Фьоре. 1572—1579
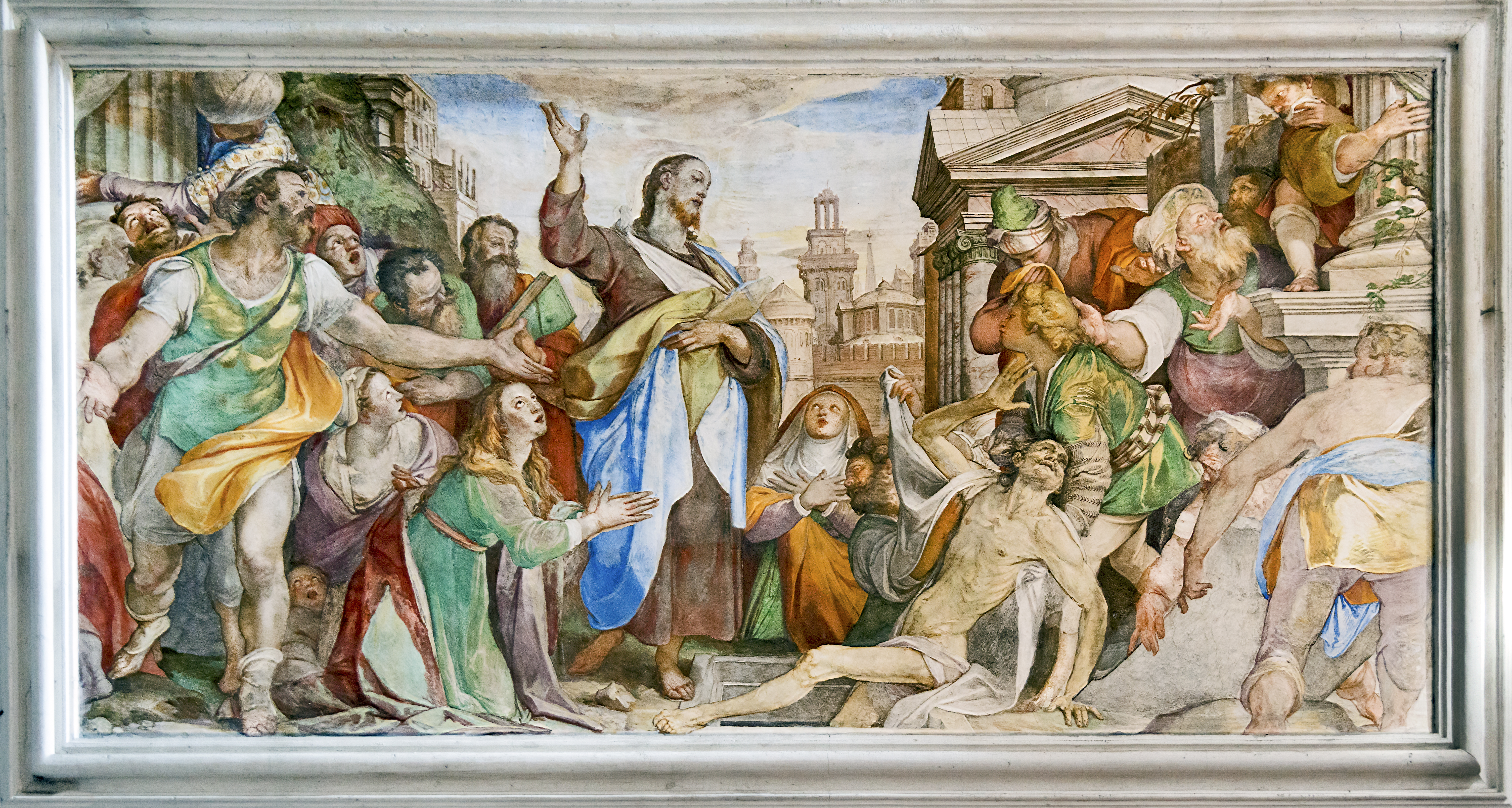
Воскрешение Лазаря. 1561. Фреска. Церковь Сан-Франческо-делла-Винья, Венеция
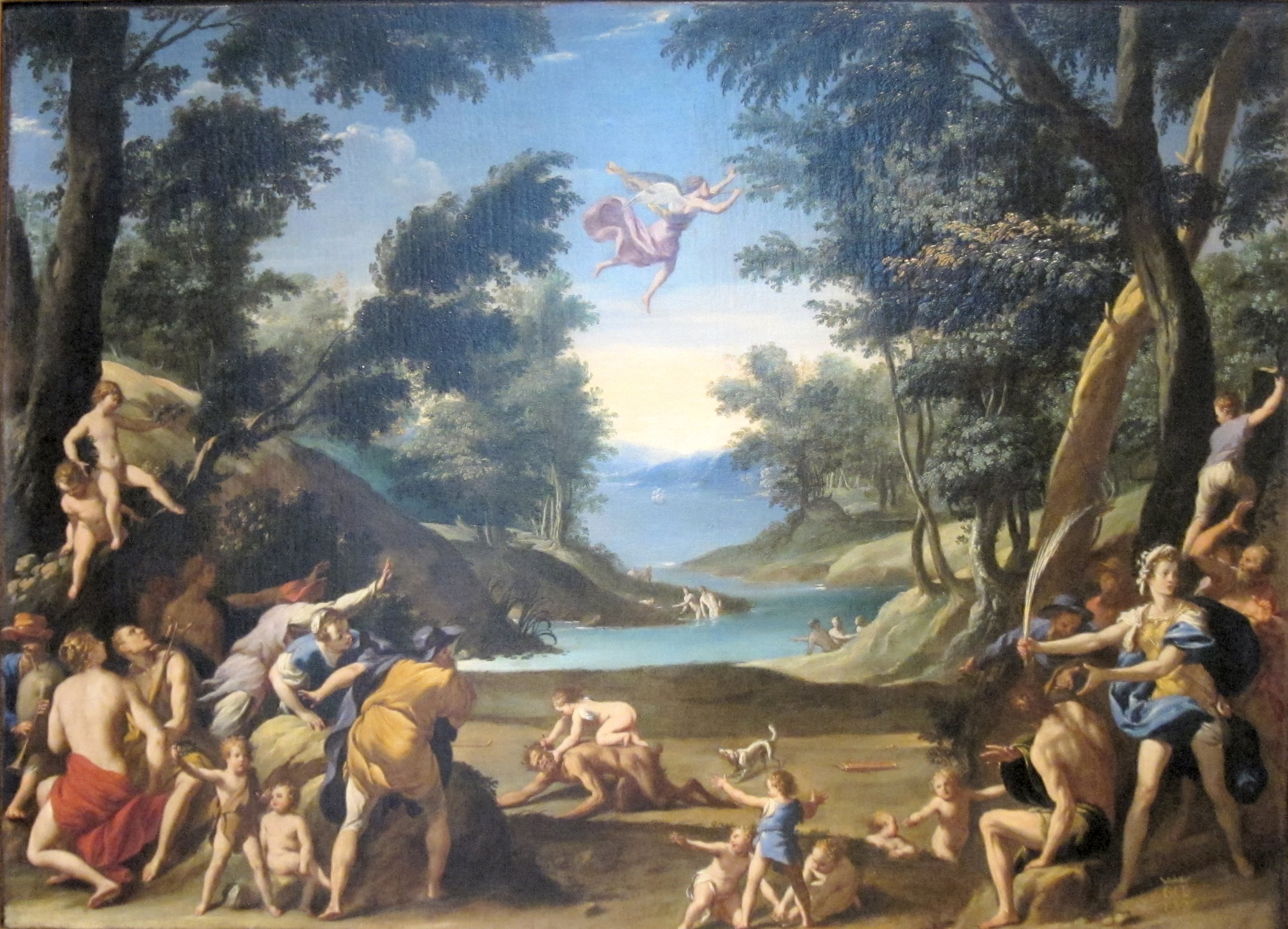
Купидон и Пан. Ок. 1600. Холст, масло. Центр Гетти, Лос Анджелес
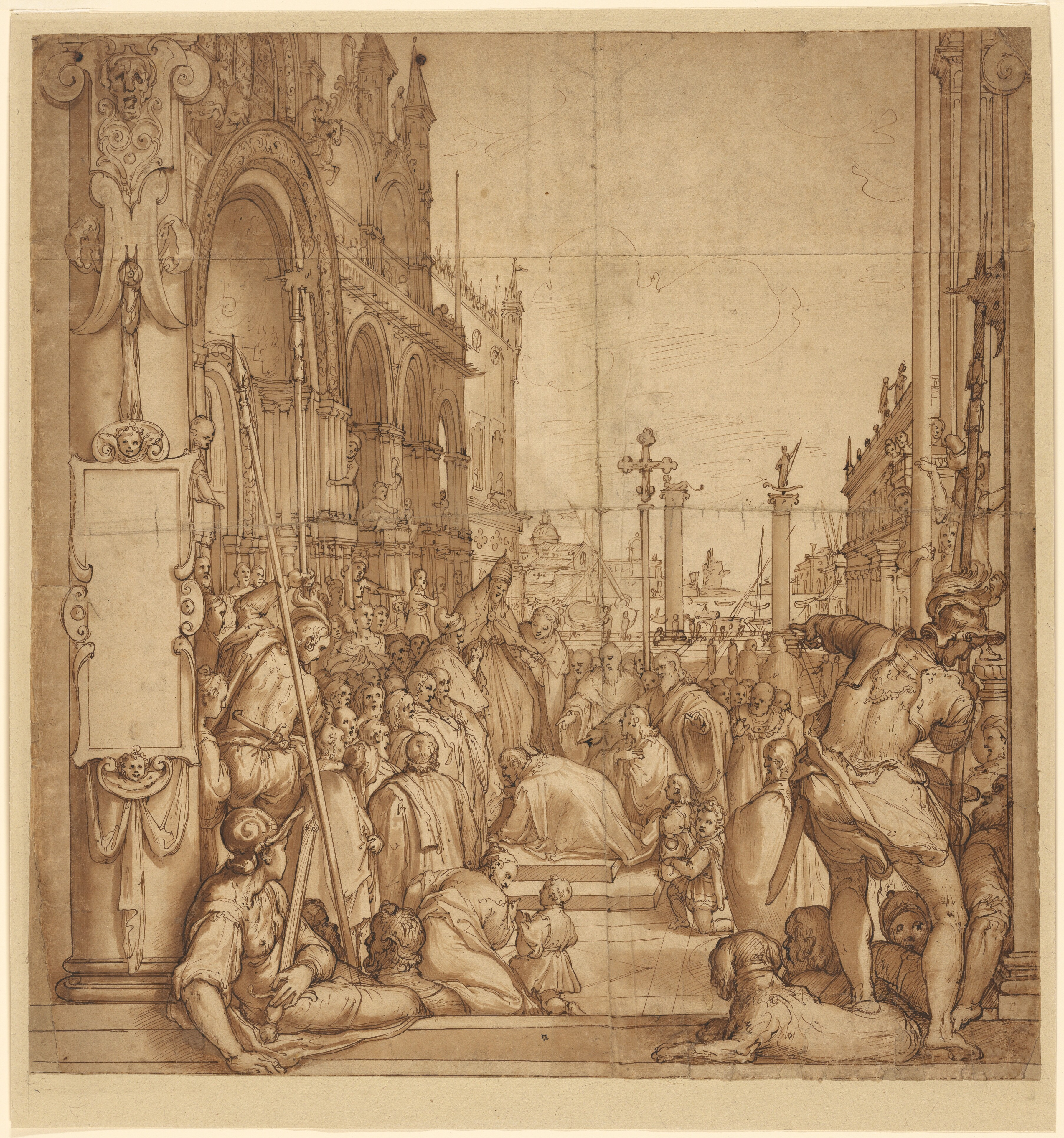
Покорность Фридриха Барбароссы папе Александру III. Эскиз. Ок. 1585. Бумага, тушь, перо, кисть. Центр Гетти, Лос Анджелес
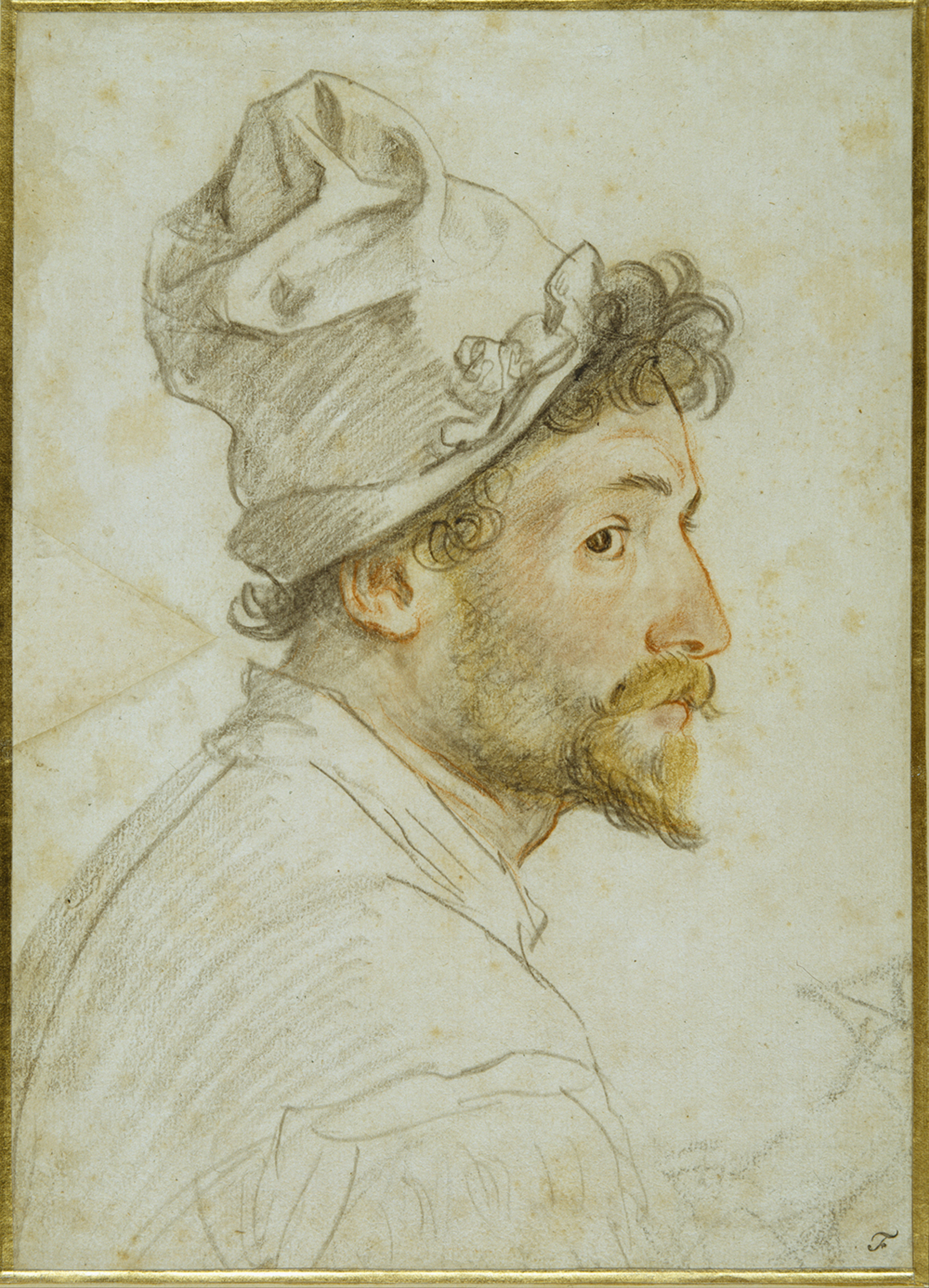
Голова солдата в шапке (возможно, автопортрет художника). Между 1560 и 1609 гг. Бумага, итальянский карандаш, сангина. Чатсуорт-хаус, Дербишир, Англия
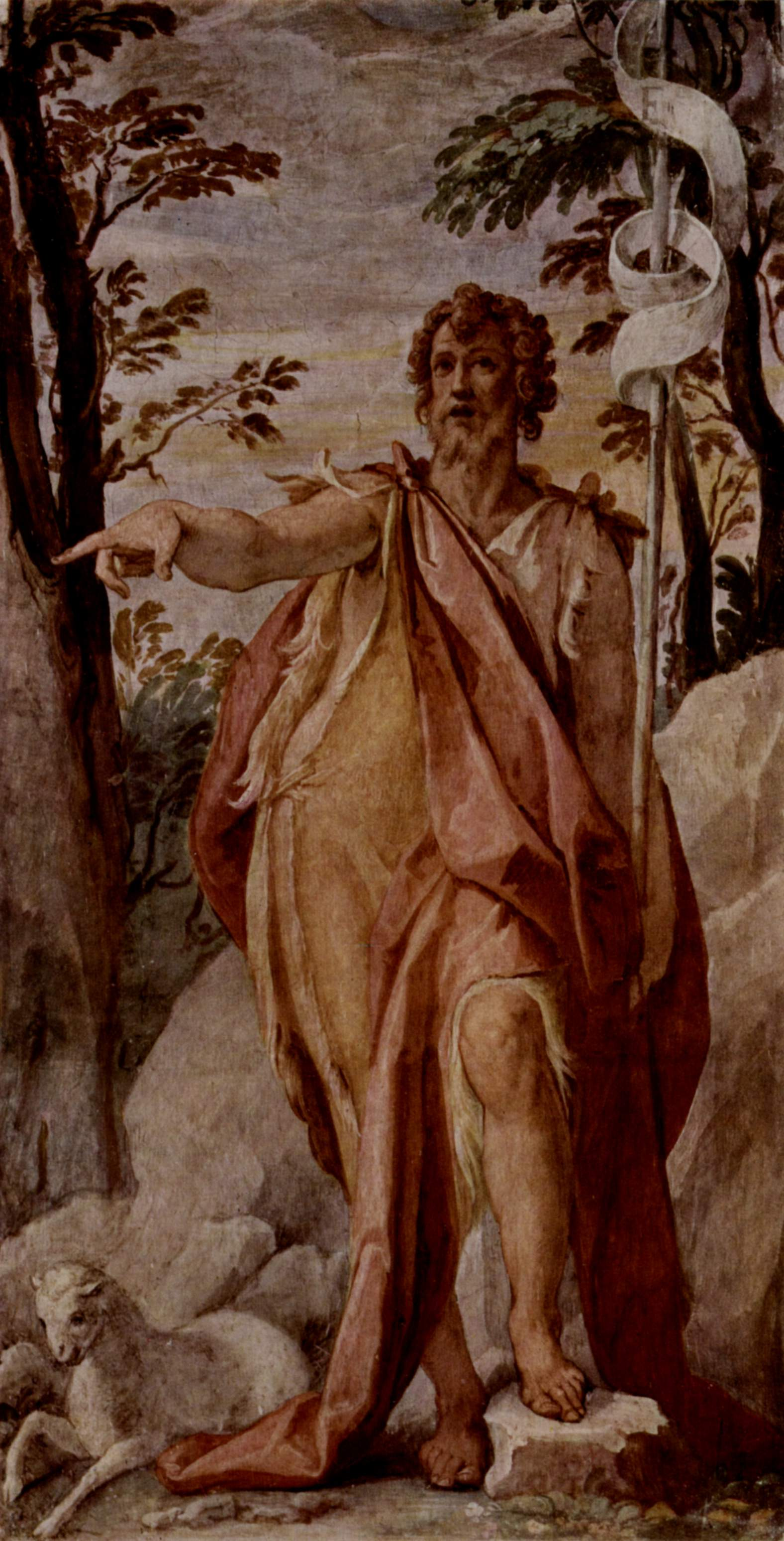
Иоанн Креститель. Ок. 1566. Фреска. Вилла Фарнезе, Капрарола
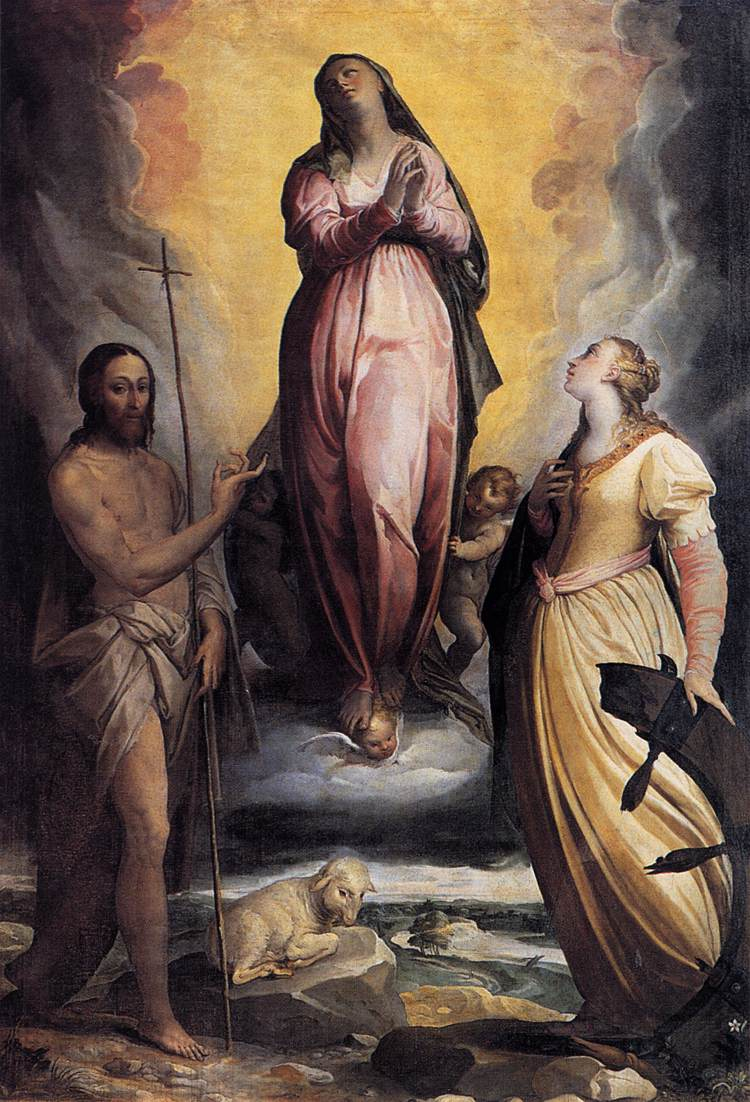
Ассунта (Вознесение Мадонны). 1566. Холст, мало. Епархиальный музей, Кортона
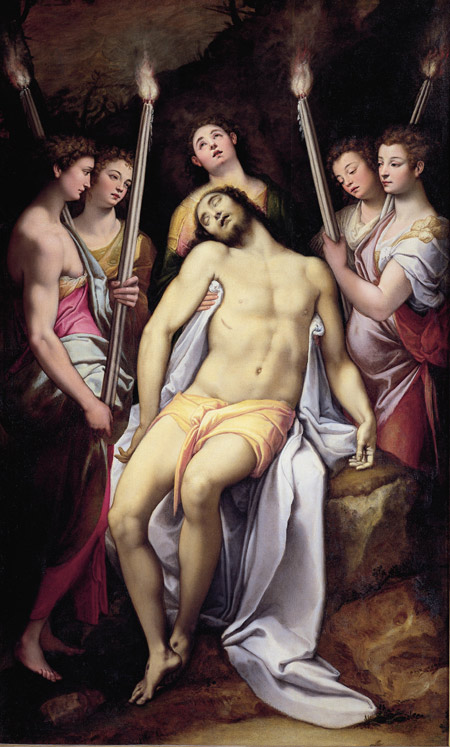
Пьета с ангелами. 1560-е гг. Холст, масло. Галерея Боргезе, Рим